# Kryniczanka (dopływ Wieprza)
Kryniczanka – struga, prawostronny dopływ Wieprza o długości 9,95 km i powierzchni zlewni 78,23 km².
Struga płynie na Roztoczu Środkowym. Przepływa przez gminę Krynice w powiecie tomaszowskim i gminę Krasnobród w powiecie zamojskim.